# Thomas Mermillod
Thomas Mermillod-Blondin (3 de enero de 1984, Annecy) es un esquiador francés de alto rendimiento. Tiene seis podiums en la Copa del Mundo de Esquí Alpino.

## Resultados

### Juegos Olímpicos de Invierno
- 2010 en Vancouver, Canadá
  - Combinada: 19.º
  - Eslalon: 21.º
- 2014 en Sochi, Rusia
  - Super Gigante: 15.º

### Campeonatos Mundiales
- 2009 en Val d'Isère, Francia
  - Combinada: 6.º
- 2013 en Schladming, Austria
  - Super Gigante: 21.º
- 2015 en Vail/Beaver Creek, Estados Unidos
  - Combinada: 9.º

### Copa del Mundo

#### Clasificación general Copa del Mundo
- 2007-2008: 113.º
- 2008-2009: 86.º
- 2009-2010: 69.º
- 2010-2011: 61.º
- 2011-2012: 60.º
- 2012-2013: 31.º
- 2013-2014: 28.º
- 2014-2015: 78.º

#### Clasificación por disciplinas (Top-10)
- 2012-2013:
  - Combinada: 3.º
- 2013-2014:
  - Combinada: 3.º
  - Super Gigante: 8.º
- 2015-2016:
  - Combinada: 2.º